# Győrffy János
Győrffy János (Boba, 1844. január 29. – Budapest, 1940. január 12.) ügyvéd.

## Élete
Apja Győrffy István földbirtokos volt, anyja Somogyi Zsuzsanna. A gimnáziumot Sopronban és Nagykanizsán, a jogot Győrött végezte. 1869. decemberben a Zala megyei tanfelügyelőséghez tollnoknak neveztetett ki. 1875–76-ban a budapesti egyetemen joghallgató volt. 1878-ban nyert ügyvédi oklevelet és kilépvén az állam szolgálatából, Nagykanizsán ügyvédi irodát nyitott. Halálát öregkori szívgyengeség okozta. Felesége Thomka Ilona volt.
1869-től a Zalasomogyi Közlönynek és a Zalai Közlönynek belmunkatársa volt; írt a Néptanítók Lapjába, a Zalai Tanügybe, a Pesti Naplóba, a Fővárosi Lapokba, a Jogtudományi Közlönybe (1882. Az 1881. LX. t.-cz. 132. §-a) sat.

## Művei
- Irányeszmék a nevelés köréből. Bpest, 1872.
- Hitelviszonyaink és a kisbirtoki földhitel. Nagy-Kanizsa, 1879.
- 1905 Földrajzi előismeretek. Nyitravármegye rövid földrajza. A nyitravármegyei népiskolák III. osztályú tanulói számára. Budapest. (tsz. Zelliger Arnold)
- 1906/1913 Biharvármegye és Nagyvárad város rövid földrajza. Budapest. (tsz. Szentkereszty Tivadar)

Szerkesztette a Zalai Tanközlönyt 1873-ban Nagy-Kanizsán; kiadója volt a Csendőrségi Közlönynek 1894. jan. 4-től ápr. 5-ig, mikor a lap megszűnt.